# Le Seigneur du monde perdu
Pour plus de détails, voir Fiche technique et Distribution.
Le Seigneur du monde perdu (King of the Lost World) est un film d'aventures américain réalisé par Leigh Scott en 2005. C'est un mockbuster du film King Kong de Peter Jackson et une adaptation du roman Le Monde perdu.

## Synopsis
Un avion s'écrase au beau milieu de l'Amazonie ; les survivants vont découvrir un monde peuplé d'animaux préhistoriques et d'aborigènes primitifs.

## Fiche technique
- Titre : Le Seigneur du monde perdu
- Titre Original : King of the Lost World
- Réalisation : Leigh Scott
- Scénario : basé sur un roman de Sir Arthur Conan Doyle adapté par David Michael Latt et Carlos de Los Rios
- Sociétés de production : The Asylum
- Musique : Ralph Rieckermann
- Montage : David Michael Latt
- Costumes : Amanda Barton
- Budget : 1 000 000 $ (estimé)
- Pays d'origine :  États-Unis
- Langue de tournage : anglais
- Format : couleurs
- Genre : action, aventure
- Dates de sortie : 
  -  États-Unis : 13 décembre 2005

## Distribution
- Bruce Boxleitner : le lieutenant Challenger
- Jeff Denton : Ed Malone
- Rhett Giles : Jhon Roxton
- Sarah Lieving : Rita Summerlee
- Christina Rosenberg : Dana
- Steve Railsback : Larry
- Chriss Anglin : Olo
- Amanda Ward : Natalie
- Boni Yanagisawa : Tianka
- Andrew Lauer : Steven